# Гуаньчжун

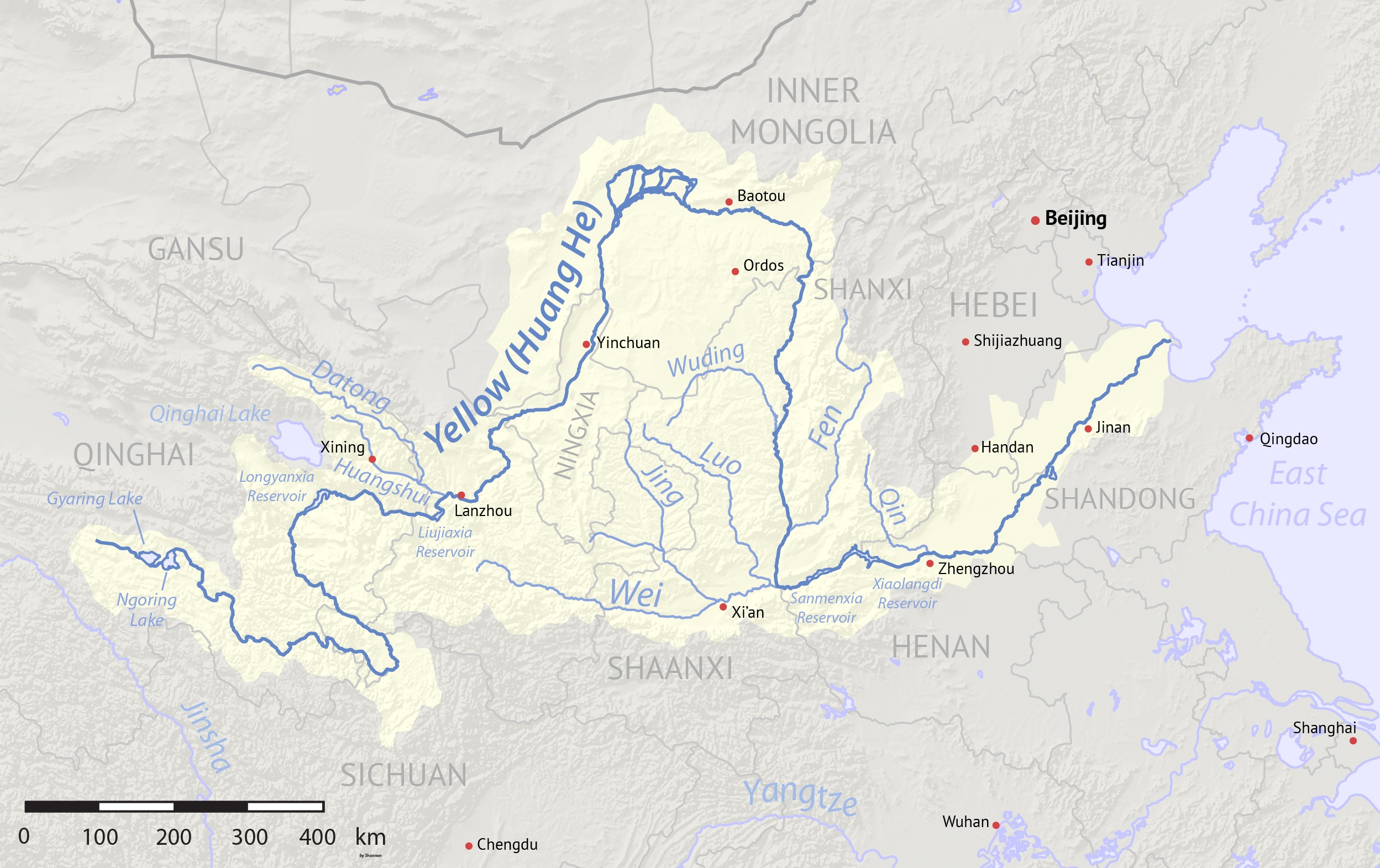
Басейн річки Хуанхе. Гуаньчжун — у південно-східному куті прямокутника, що утворюється річками Хуанхе і Вейхе (Вей)

Гуаньчжун (спрощ.: 关中; піньїнь: Guānzhōng; букв. «всередині гірських проходів») — історичний регіон Китаю в долині річки Вейхе (правої притоки Хуанхе).

## Географія
Розташований на північ від гірського хребта Ціньлін і на захід від Центральної рівнини, на півночі межує з Лесовим плато. Середня висота — 520 м над рівнем моря. Гуаньчжун займав центральну частину провінції Шеньсі. Гуаньчжун — один з основних історичних регіонів формування китайського етносу, історичний центр китайської державності. Відомий також як Ціньчуань. У Гуаньчжуні розташовувались стародавні столиці Китаю — міста Хао, Сяньян і Чанань (сучасний Сіань).
Клімат Гуаньчжуну континентально-мусонний, помірний. Характеризується чіткою зміною чотирьох сезонів.
Найбільшим містом і промисловим центром регіону є Сіань, у Гуаньчжуні розташовані також міста Тунчуань, Баоцзі, Сяньян, Вейнань.

## Історія
Гуаньчжун — стародавній землеробський район Китаю. Там було знайдено сліди неолітичної культури Яншао. Гуаньчжун був місцем первинного проживання племені чжоу, центром царства Чжоу й Західної Чжоу. За періоду Чжаньґо був західною околицею китайської цивілізації та входив до царства Цінь, будучи його центральною частиною. Після об'єднання Китаю Гуаньчжун став центром імперії Цінь, а потім — імперій Хань, Суй і Тан. Там розташовувалась столиця тих імперій, місто Чанань.
Після руйнування Чананя в останні роки існування імперії Тан Гуаньчжун втратив своє політичне й економічне значення.